# Gonolobus fraternus
Gonolobus fraternus là một loài thực vật có hoa trong họ La bố ma. Loài này được Schltdl. mô tả khoa học đầu tiên năm 1833.